# Realtek
Realtek, pełna nazwa Realtek Semiconductor Corporation (chiń. 瑞昱半導體股份有限公司) – tajwańskie przedsiębiorstwo z branży półprzewodnikowej. Zajmuje się głównie tworzeniem układów scalonych w trzech kategoriach: komunikacyjnych, multimedialnych i urządzeń peryferyjnych.